# Медаль і премія Кельвіна
Меда́ль і пре́мія Ке́львіна (англ. William Thomson, Lord Kelvin Medal and Prize) також, премія Кельвіна або медаль Кельвіна — це нагорода, яка з 1994 року щорічно присуджується Інститутом фізики за популяризацію фізики, наприклад, авторам документальної літератури та журналістам. Премія отримала назву на честь шотландсько-ірландського математика і фізика Лорда Кельвіна (1824—1907). Відзнака, крім золотої медалі, передбачає грошову винагороду сумою 1000 фунтів стерлінгів та сертифікат.

## Лауреати нагороди
- 1996 Френк Клоуз[en]
- 1997 Браян Делф (англ. Brian W. Delf)
- 1998 Леслі Глассер (англ. Lesley Glasser)
- 1999 Джон Ентоні Скотт[en]
- 2000 Колін Гамфріс[en]
- 2001 Пол Девіс
- 2002 Петер Калмус[en]
- 2003 Пітер Баргем[en]
- 2004 Майкл Глуяс (англ. Michael Gluyas, Венді Глуяс (англ. Wendy Gluyas)
- 2005 Гізер Рід[en], BBC Шотландія, «Фізика для школярів»
- 2006 Кеті Сайкс[en], Бристольський університет, ініціатор Челтнемського наукового фестивалю, висвітлення на телебаченні
- 2007 Чарлз Дженкінс (англ. Charles Jenkins), Австралійський національний університет, за створення «Лабораторії у вантажівці» (англ. Lab in a Lorry)
- 2008 Саймон Сінгх[en]
- 2009 Джон Барроу
- 2010 Браян Кокс
- 2011 Джим Аль-Халілі, професор Університету Суррея[en]
- 2012 Грем Фармело[en], за біографію Поля Дірака, укладену ним
- 2013 Джефф Форшоу[en], Манчестерський університет
- 2014 Тім О’Браєн[en] і Тереса Андерсон[en], Манчестерський університет
- 2015 Крістофер Лінтотт[en], Оксфордський університет
- 2016 Бреді Гаран[en], Майкл Мерріфілд (англ. Michael Merrifield), Філіп Морітарі[en], Ноттінгемський університет
- 2017 Венді Садлер[en], Science Made Simple Inc, Кардіффський університет
- 2018 Боббі Ачарія (англ. Bobby Acharya), Кінгс-коледж, Лондон
- 2019 Філіп Болл[en], BBC Future
- 2020  Меггі Адерін-Покок[en], Університетський коледж Лондона, BBC
- 2021 Роберт П. Кріз[en], Університет Стоні-Брук, Physics World[en]
- 2022 Шерон Енн Голґейт (англ. Sharon Ann Holgate), позаштатна наукова журналістка
- 2023 Команда Шкільної обсерваторії (Стейсі Гебергем-Моусон, Емма Сміт, Елісон Кін, Дженіфер Клейдон, Крістофер Лі, Вікі Ласт, Ендрю Ньюсам) у Ліверпулі